# Caden
Caden en francés y oficialmente, Kaden en bretón,  es una localidad y comuna francesa en la región administrativa de Bretaña, en el departamento de Morbihan. 
Sus habitantes reciben el gentilicio en idioma francés de Cadenais(es).

## Demografía
| 2 320 | 2 077 | 2 203 | 2 184 | 2 200 | 2 287 | 2 310 | 2 295 | 2 247 | 2 250 | 2 246 | 2 282 | 2 348 | 2 449 | 2 460 | 2 371 | 2 389 | 2 344 | 2 364 | 2 399 | 2 240 | 2 208 | 2 171 | 2 165 | 2 077 | 2 023 | 1 897 | 1 733 | 1 707 | 1 663 | 1 621 | 1 478 |
| Para los censos de 1962 a 1999 la población legal corresponde a la población sin duplicidades (Fuente: INSEE [Consultar]) |       |       |       |       |       |       |       |       |       |       |       |       |       |       |       |       |       |       |       |       |       |       |       |       |       |       |       |       |       |       |       |